# 克勒利
克勒利（法語：Creully，法語發音：[kʁøli] ⓘ）是法国卡尔瓦多斯省的一个旧市镇，原属卡昂区。2017年，克勒利与临近的2个市镇合并为新市镇瑟勒河畔克勒利，克勒利为新市镇行政中心，改属巴约区。

## 地理
克勒利（49°17'2"N, 0°32'26"W）面积8.56 平方千米，位于法国诺曼底大区卡爾瓦多斯省，该省份为法国西北部沿海省份，北濒大西洋英吉利海峡，东北与滨海塞纳省以海上边界相接，东临厄尔省，南至奧恩省，西与芒什省接壤。
与克勒利接壤的市镇（或旧市镇、城区）包括：昂布利、克雷蓬、朗特伊、圣加布里埃尔-布雷西、蒂耶瑟维尔、维利耶勒塞克。

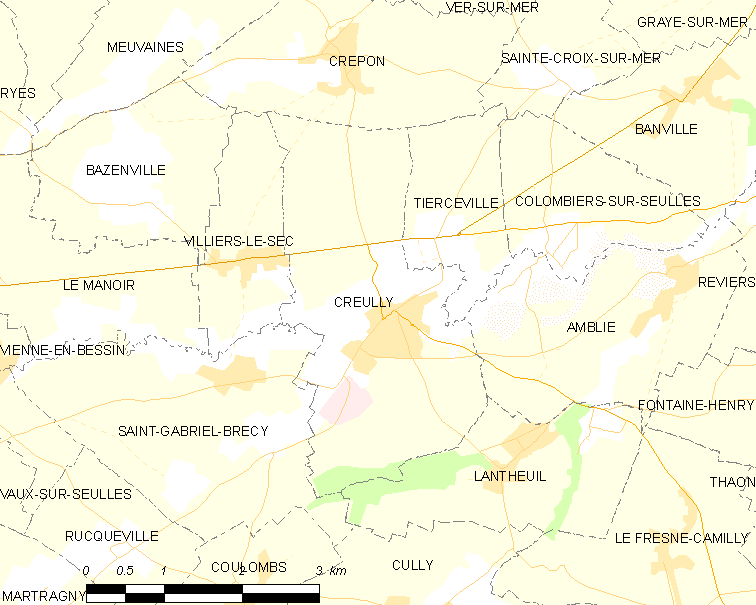
克勒利的OSM定位图

克勒利的时区为UTC+01:00、UTC+02:00（夏令时）。

## 行政
克勒利的邮政编码为14480，INSEE市镇编码为14200。

## 政治
克勒利所属的省级选区为蒂和米县。

## 人口

1962-2008年间克勒利人口变化图示

克勒利于2018年1月1日时的人口数量为1586人。